# Hawker Nimrod
Hawker Nimrod je bilo britansko palubno letalo iz časa med obema svetovnima vojnama.
Nimrod je nastal iz samoiniciativnega projekta letala Hawker Norn, ki ga je podjetje Hawker Aircraft začelo projektirati na začetku tridesetih let 20. stoletja.
Leta 1932 je tudi Royal Navy ugotovila, da je njej osrednji mornariški lovec Fairey Flycatcher zastarel in, da se ne more več kosati s tujimi lovskimi letali. Pri smernicah za novo palubno letalo so se zgledovali po, za tiste čase relativno dobrem dvokrilnem lovcu Hawker Fury.
Nimrod je bil enosedežno dvokrilno letalo z odprto kabino, fiksnim podvozjem in dvojno strojnico, ki je streljala skozi krake propelerja. S končno hitrostjo okoli 310 km/h je bilo letalo malce počasnejše od Furyja, vendar občutno hitrejše od Flycatcherja. Do izbruha druge svetovne vojne ga je v enotah po večini zamenjal Gloster Sea Gladiator.

## Bojna uporaba
Prvi Nimrodi so bili sprejeti v uporabo leta 1933, prve enote, opremljene z njimi pa so postali 801 Naval Air Squadron, 802 Naval Air Squadron ter 803 Naval Air Squadron Fleet Air Arma. Modelu Nimrod Mk I je leta 1934 sledil Nimrod Mk II, ki je bil že opremljen z ustavljalno kljuko. Poleg tega je bil opremljen tudi z močnejšim motorjem ter večjimi repnimi stabilizatorji.

## Različice
Nimrod I
Enosedežni lovec Royal Navy. Opremljen s 477 konjskim (356 kW)  motorjem Rolls-Royce Kestrel II MS.
Nimrod II
Enosedežni lovec Royal Navy. Opremljen z motorjem Rolls-Royce Kestrel V moči 608 KM.
Nimrodderne
Enosedežni lovec, izdelan za Dansko kraljevo mornarico.

## Uporabniki
Danska
- Marinens Flyvevæsen (letalstvo danske kraljeve mornarice) je uporabljalo 2 letali Nimrødderne. Nadaljnjih 10 je bilo zgrajenih na Danskem po licenci v letih 1934−35 v Orlogsværftet; ta so se imenovala L.B.V (kopenski dvokrilec 5). 8 preživelih letal je leta 1940 zaplenil Tretji rajh.

 Japonska
- Japonsko cesarsko letalstvo je kupilo eno letalo, ki ga je poimenovalo AXH.

 Portugalska
- Portugalsko letalstvo je kupilo eno letalo.

 Združeno kraljestvo
- Fleet Air Arm
  - 759 Naval Air Squadron
  - 780 Naval Air Squadron
  - 781 Naval Air Squadron
  - 800 Naval Air Squadron
  - 801 Naval Air Squadron
  - 802 Naval Air Squadron
  - 803 Naval Air Squadron